# Paschel

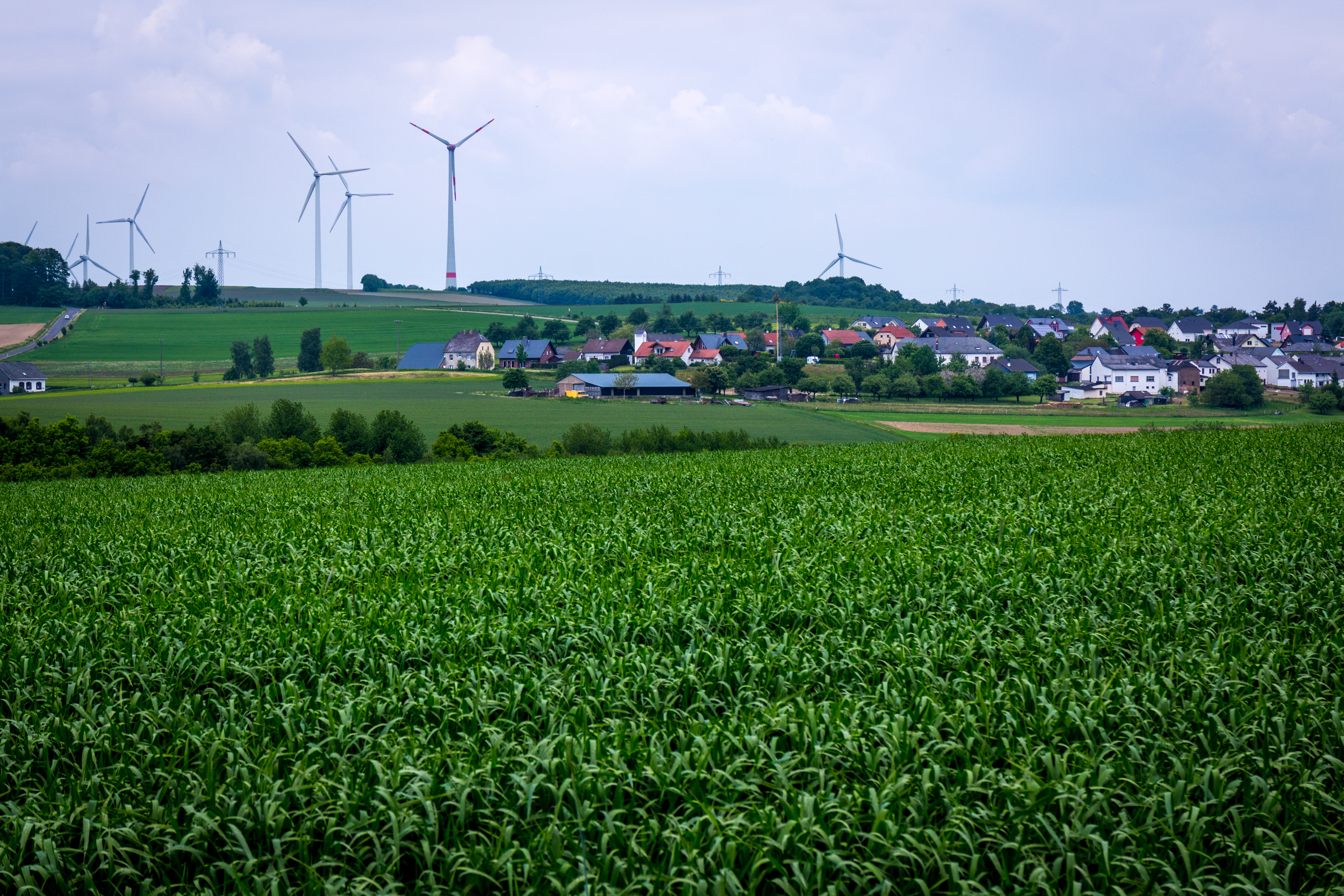
Blick auf Paschel

Paschel ist eine Ortsgemeinde im Landkreis Trier-Saarburg in Rheinland-Pfalz. Sie gehört der Verbandsgemeinde Saarburg-Kell an.

## Lage
Paschel liegt südlich von Trier etwa neun Kilometer nordöstlich von Saarburg und ebenfalls neun Kilometer westlich des Verbandsgemeindesitzes Kell am See. Die B 268 (Trier-Saarbrücken) verläuft etwa zwei Kilometer westlich des Ortes. Zu Paschel gehörig sind auch die Ortsteile Steinbachweier und Benrather Hof. Die Bundesstraße verläuft mitten durch Steinbachweier, in dessen Umgebung mehrere Weiher und Teiche, die zum Fischen genutzt werden, zu finden sind.

## Geschichte
Der Benrather Hof in Paschel ist ein ehemaliges Hofgut der Benediktinerabtei St. Matthias in Trier. Der Hof ist in einer Talmulde errichtet und an seiner Ost- und Südseite von Weihern umgeben. Er bestand wahrscheinlich schon vor 1306, wurde aber bei Auseinandersetzungen zur Zeit des Erzbischofs Megingaud von Trier zerstört. Überliefert sind für den Ort Paschel auch mehrere Besitzwechsel in den Jahren 1532, 1658 und 1802.
Bevölkerungsentwicklung
Die Entwicklung der Einwohnerzahl von Paschel, die Werte von 1871 bis 1987 beruhen auf Volkszählungen:
| Jahr | Einwohner |
| ---- | --------- |
| 1815 | 82        |
| 1835 | 104       |
| 1871 | 141       |
| 1905 | 198       |
| 1939 | 209       |
| 1950 | 195       |
| 1961 | 197       |

| Jahr | Einwohner |
| ---- | --------- |
| 1970 | 204       |
| 1987 | 203       |
| 1997 | 239       |
| 2005 | 263       |
| 2011 | 242       |
| 2017 | 238       |
| 2023 | 241       |

## Politik

### Gemeinderat
Der Ortsgemeinderat in Paschel besteht aus sechs Ratsmitgliedern, die bei der Kommunalwahl am 9. Juni 2024 in einer Mehrheitswahl gewählt wurden, und dem ehrenamtlichen Ortsbürgermeister als Vorsitzendem.

### Ortsbürgermeister
Patrick Francois wurde am 9. September 2024 Ortsbürgermeister von Paschel. Bei der Direktwahl am 9. Juni 2024 war er als einziger Bewerber mit einem Stimmenanteil von 73,8 % für fünf Jahre gewählt worden.
Der Luxemburger Maurice Meysenburg hatte im Juli 2014 das Amt des Ortsbürgermeisters von Erich Thiel übernommen. Bei der Direktwahl im Mai 2019 wurde Meysenburg für weitere fünf Jahre in seinem Amt bestätigt, bei der Wahl 2024 kandidierte er nicht erneut.

### Wappen
Das Wappen zeigt in gespaltenem Schild in der rechten Hälfte in grün eine Weizenähre, in der linken in Gold eine grüne Haferähre und im Schildfuß einen kleinen mit silbernem Feld, in dem ein Beil und ein Axtstab, beide in rot, gekreuzt schweben.